# 連続帳票

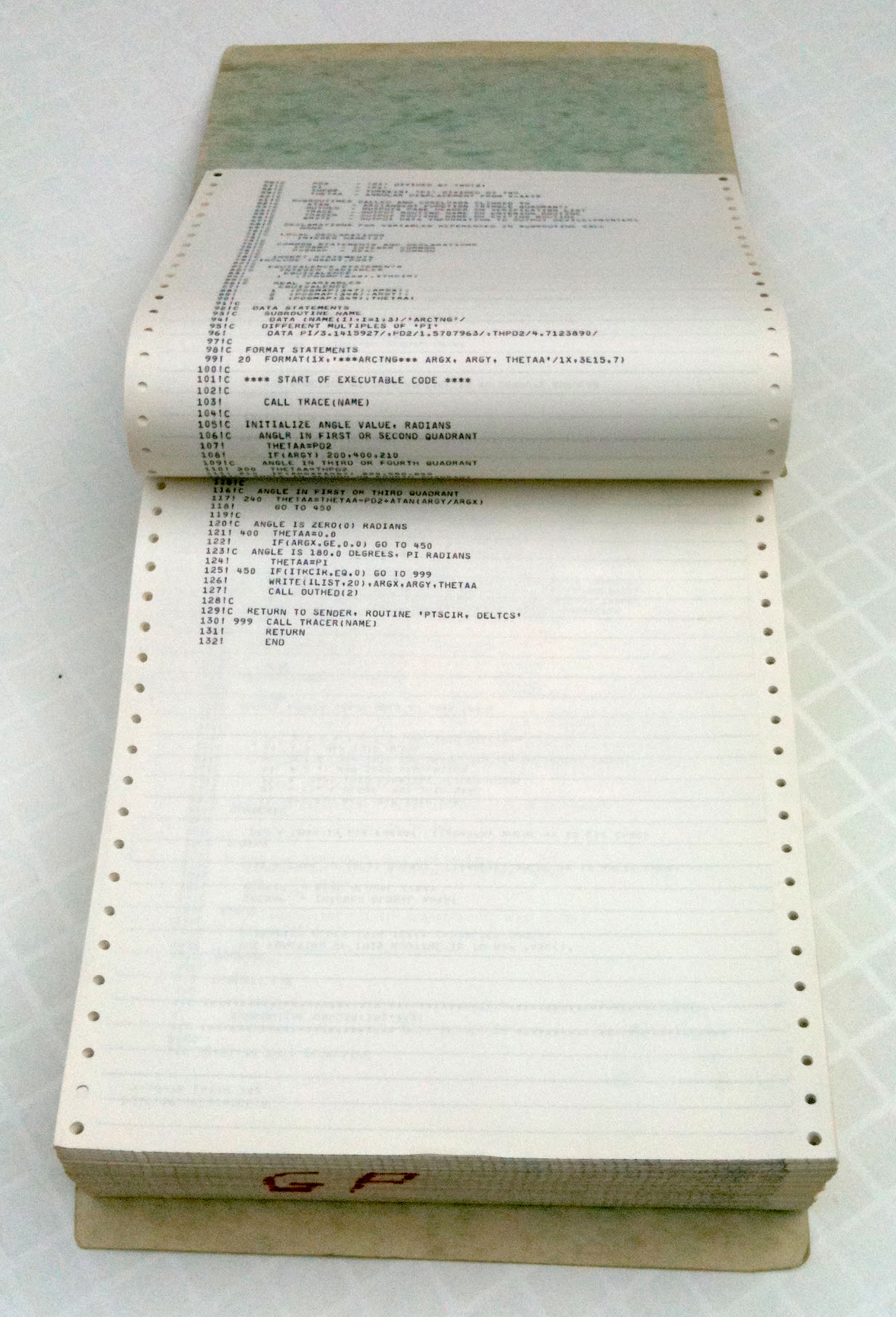
印字をした連続帳票

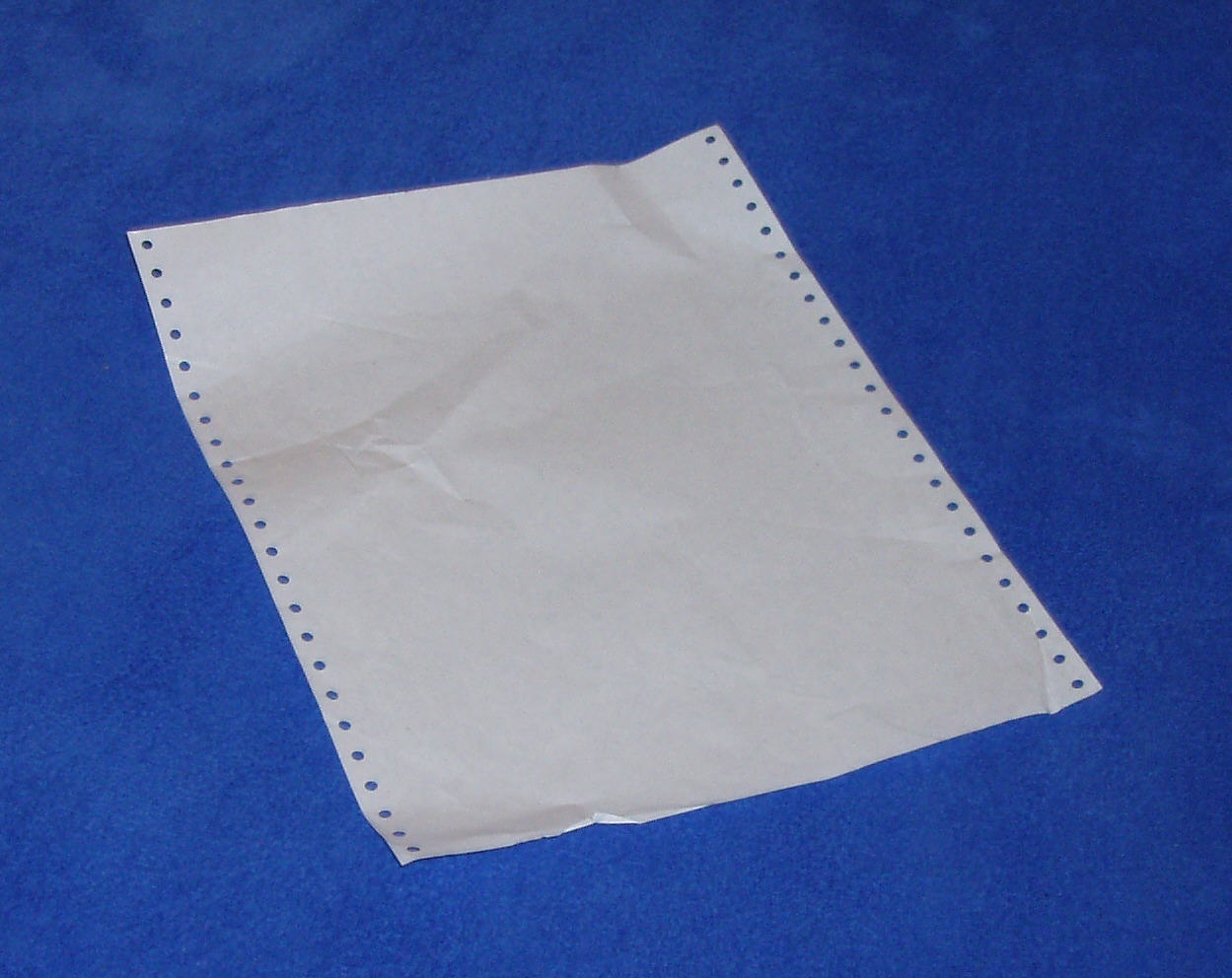
1枚だけ切り離した連続帳票

連続帳票（れんぞくちょうひょう）とはコンピュータのプリンターで使われる連続した専用の用紙の一つである。
一般的には、LP用紙、連続用紙（continuous paper）、フォーム用紙、ファンフォールド紙（fanfold paper）などとも呼ばれている。またレーザープリンターの連続帳票は、NIP紙（Non Impact Printer用紙）とも呼ばれている。

## 概要
読んで字のごとく連続した用紙が続いているものであり、切断が可能なミシン目を折り目として折りたたまれている。両サイドにスプロケットホールと呼ばれる穴が等間隔に開いており、プリンターのトラクターフィーダに噛み合わせて用紙送りをする。流通単位は箱である。
ラインプリンタ、シリアルプリンタなどで利用されてきたが、現在は主に高速のレーザープリンタ等で使用されている。
メインフレームに接続される一部の高速印刷プリンターで使用され、定期的に送られる明細書など多量印刷が行われた。この他、複写用紙が作れるため、運送会社の伝票など現在でも用途は広い。
一般的にはインチ単位でサイズが決まっているが、一定の大きさに裁断する装置もあり、A4判用紙などを扱えるものも存在する。
従来、LP用紙と呼ばれていたものはラインプリンターが高速のレーザープリンターに置き換わっていったため余り使用されなくなった。
連続帳票に対して、切り離されている用紙を単票（カット紙）と呼ぶ。